# Siderolamprus laf
Siderolamprus laf — вид веретільницеподібних ящірок родини Diploglossidae. Ендемік Панами. Описаний у 2016 році.

## Поширення і екологія
Siderolamprus laf відомі з типової місцевості, розташованої в лісовому заповіднику Ла-Фортуна в панамській провінції Чирикі на заході країни, на висоті 1250 м над рівнем моря. Вони живуть у вологих тропічних лісах.